# Cantó de Meulan
El cantó de Meulan és un antic cantó francès del departament d'Yvelines, que estava situat al districte de Mantes-la-Jolie. Comptava amb 9 municipis i el cap era Meulan-en-Yvelines.
Al 2015 va desaparèixer i el seu territori va passar a formar part del nou cantó de Les Mureaux.

## Municipis
- Chapet
- Évecquemont
- Gaillon-sur-Montcient
- Hardricourt
- Meulan-en-Yvelines
- Mézy-sur-Seine
- Les Mureaux
- Tessancourt-sur-Aubette
- Vaux-sur-Seine

## Història
| Data d'elecció                           | Identitat        | Partit           | Qualitat |
| ---------------------------------------- | ---------------- | ---------------- | -------- |
| 1945-1967                                | Paul Raoult      | SFIO             |          |
| 1967-1976                                | Pierre Métayer   | SFIO, després PS |          |
| 1976-1988                                | Roger Le Toullec | PCF              |          |
| 1988-1994                                | Alain Étoré      | PS               |          |
| 1994-2008                                | André Cassagne   | RPR, després UMP |          |
| 2008-                                    | Michel Vignier   | PS               |          |
| les dades anteriors no són pas conegudes |                  |                  |          |
|                                          |                  |                  |          |

## Demografia
| A partir de 1990: Població sense dobles comptes |